# Oktay Yavuzarslan
Oktay Yavuzarslan (* 4. September 1980) ist ein türkischer Eishockeyspieler, der zuletzt bis 2022 beim Atak Buz S.K. in der zweiten türkischen Liga unter Vertrag stand. 

## Karriere
Oktay Yavuzarslan begann seine Karriere als Eishockeyspieler bei der Mannschaft der Polizei-Akademie in Ankara, für die er in der Saison 2002/03 sein Debüt in der Türkischen Superliga gab. Nachdem er mit dem Klub Türkischer Meister geworden war, wechselte er zum Lokalrivalen Başkent Yıldızları SK, für den er – unterbrochen von einem einjährigen Gastspiel beim Kocaeli Büyükşehir Belediyesi Kağıt SK – bis 2010 in der Superliga auf dem Eis stand. Anschließend wechselte er in die zweite türkische Liga, in der er beim Bogazici Paten SK spielte. Nachdem er die Spielzeit 2011/12 beim Büyükşehir Belediyesi Ankara SK wieder in der Superliga gespielt hatte, war er auch in den Folgejahren in den beiden höchsten türkischen Ligen für verschiedenste Klubs aktiv.

### International
Für die Türkei nahm Yavuzarslan im Juniorenbereich an der U20-D-Weltmeisterschaft 1999 teil. Im Seniorenbereich stand er im Aufgebot seines Landes bei den Weltmeisterschaften der Division II 2005 und 2007 sowie bei den Weltmeisterschaften der Division III 2006, 2008, 2011 und 2012. Zudem vertrat er seine Farben beim Qualifikationsturnier für die Olympischen Winterspiele 2010 in Vancouver.
Bei der U20-Weltmeisterschaft 2012 betreute er den türkischen Nachwuchs als Cheftrainer in der Division III.

## Erfolge und Auszeichnungen
- 2005 Türkischer Meister mit Polis Akademisi ve Koleji
- 2006 Aufstieg in die Division II bei der Weltmeisterschaft der Division III
- 2012 Aufstieg in die Division II, Gruppe B, bei der Weltmeisterschaft der Division III